# Luigi Carlo Borromeo
Luigi Carlo Borromeo (Graffignana, Italia, 26 de outubro de 1893 — Pesaro, 4 de julho 1975) foi um bispo católico italiano, da diocese de Pesaro.

## Biografia
Nascido em Graffignana (perto de Lodi) em 1893, estudou no seminário diocesano e foi ordenado padre em 1918; foi consagrado bispo-auxiliar de Lodi em 2 de dezembro de 1951 por dom Pedro Calchi Novati.
Em 28 de dezembro de 1952 foi nomeado bispo da diocese de Pesaro. Participou durante todas as quatro sessões do Concílio Vaticano II, e foi membro do grupo conservador Coetus Internationalis Patrum. Em 1971 inaugurou a nova paróquia de são Carlos Borromeu.
Administrou a diocese até sua morte, em 4 de julho de 1975. Foi enterrado na catedral diocesana, na última capela à direita.